# Джим Саут
Джеймс Марвин Саутер-Младший (англ. James Marvin Souter, Jr., род. 1930, Даллас), более известный как Джим Саут (англ. Jim South) — американский рекрутер и агент в порноиндустрии, член залов славы AVN и XRCO.

## Ранняя жизнь
Родился в 1930 году в Далласе. Несколько лет работал страховым агентом, затем в 1968 году переехал в Лос-Анджелес. Сначала Саут открыл модельное агентство, а затем в 1976 году создал World Modeling Talent Agency в Шерман-Окс. Агентство представляло многих исполнителей и моделей, работавших в фильмах и журналах для взрослых.

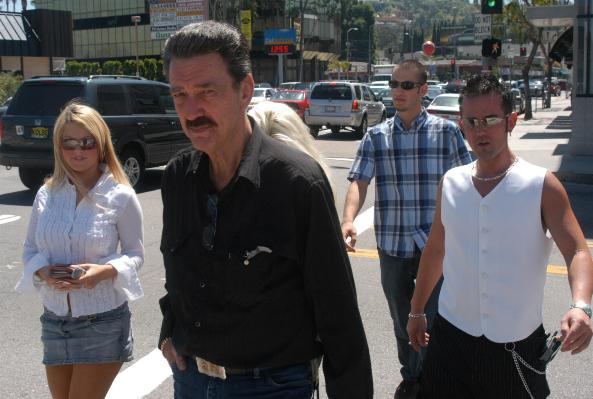
Слева направо: Софи Ди, Джим Саут, Joey Lawford, Rusty Nails

## Карьера
World Modeling печально известны тем, что по неведению представляли несовершеннолетнюю тогда Трейси Лордз. Через агентство Саута 15-летняя Лордз начала карьеру эротической модели; она использовала поддельное удостоверение личности на имя 22-летней Кристи Элизабет Нуссман. Лордз стала сентябрьской «киской месяца» журнала Penthouse 1984 года, за что получила 5000 долларов, и начала сниматься в порнофильмах в октябре 1984 года.
После того, как в мае 1986 года выяснилось, что большинство работ Лордз в порно были незаконными, Саут был 4 марта 1987 года арестован и стал одним из тех, кто позже был обвинён правительством США в сутенёрстве и детской порнографии. В конечном итоге обвинения были сняты после того, как обнаружилось, что правительство выдало Лордз паспорт на имя Кристи Нуссман.

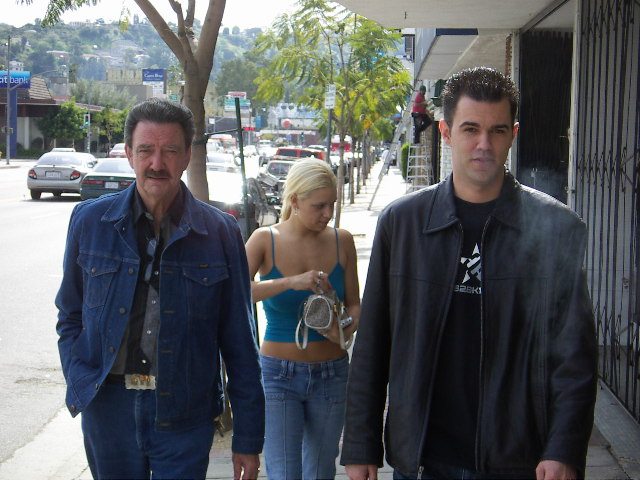
Слева направо: Джим Саут, Mia Bangg, Джим Саут-младший

В одном из интервью Саут сказал: «Единственная причина, [по которой обвинения были сняты], заключалась в том, что федеральное правительство, увидевшее то же самое удостоверение личности, которое видел я, выдало Трейси паспорт для поездки в Европу для съемок фильма с рейтингом X». Этот фильм, Traci, I Love You («Трейси, я люблю тебя»), снятый в Каннах вскоре после 18-летия Лордз — её единственный легальный порнофильм в США.
В интервью и своей книге Лордз постоянно говорит о Сауте с презрением, считая его (и других) ответственным за её сексуальную эксплуатацию. Трейси заявила, что называет его «Тим Норт» в своей автобиографии не по юридическим соображениям, а чтобы защитить от него людей и избежать рекламы его и его компании, которая могла бы привлечь молодых женщин в секс-индустрию. Лордс пишет, что Саут дал ей кокаин и шампанское во время её первой фотосессии ню в World Modeling; Саут отрицает это обвинение.

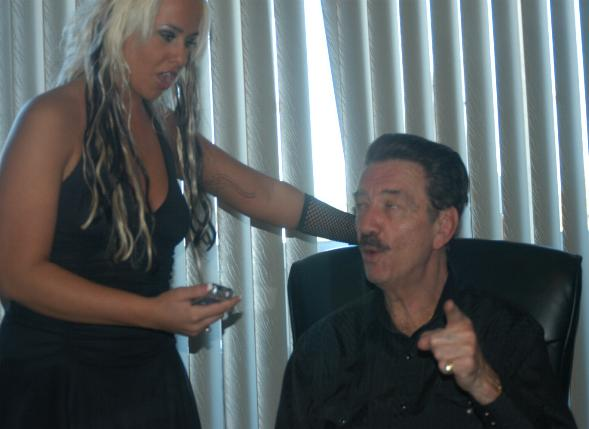
Джордан Тейлор (слева) и Джим Саут

В 1991 году порнопродюсеры обнаружили, что Александра Куинн, которую также представляло агентство World Modeling, дебютировала в порно в 1990 году, в возрасте 17 лет. Куинн притворилась, что родилась в 1968 году — в том же году, что и Трейси Лордз. В отличие от случая Лордз, Куинн не вызвала скандала с освещением в СМИ, и никому не было предъявлено судебных обвинений.
Агентство World Modeling прекратило деятельность в ноябре 2006 года из-за снижения выручки. Спустя год, 5 декабря 2007 года, Саут объявил о возобновлении работы World Modeling со сменой направления деятельности, а также о намерении сократить число молодых женщин, которых он представляет.

## Бизнес-модель

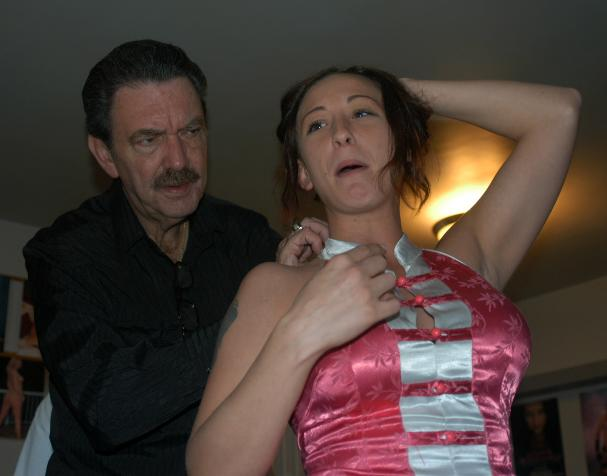
Саут и Серена Маркус

Девушки-клиенты Саута могли заработать до 1500 долларов за день работы (обычно это две сцены). Экзотические акты с участием нескольких партнёров или «необычный фетишизм» могли принести 3500 долларов. Саут не работал за проценты, а получал от продюсера по 65 долларов в день за каждого исполнителя. В редких случаях, заключая эксклюзивную сделку, он получал долю от прибыли.

## Личная жизнь
Утверждает, что придерживается строгой политики «никаких свиданий» со своими клиентами, предпочитая, чтобы его отношения с ними были строго профессиональными. Женат с 1975 года, имеет двоих сыновей.

## Награды
- Зал славы AVN (1995)
- Зал славы XRCO (1996)